# Padenia unifascia
Padenia unifascia là một loài bướm đêm thuộc phân họ Arctiinae, họ Erebidae.